# Hội thao quân sự quốc tế 2020
Hội thao quân sự quốc tế 2020 (tiếng Nga: АрМИ-2020), chính thức được gọi là Hội thao quân sự quốc tế lần thứ VI, ARMY 2020 hoặc Army Games 2020, là lần tổ chức thứ sáu của Hội thao quân sự quốc tế - một sự kiện thể thao quân sự đa quốc gia được tổ chức từ ngày 23 tháng 8 đến ngày 5 tháng 9 năm 2020. Trong Hội thao, 30 cuộc thi quốc tế đã được tổ chức. Bộ Quốc phòng Nga đã mời 90 quốc gia và vùng lãnh thổ tham gia Hội thao, bao gồm cả các nước thành viên NATO. Các nội dung thi đấu được lên kế hoạch tổ chức trên lãnh thổ của 11 quốc gia: Azerbaijan, Armenia, Belarus, Iran, Ấn Độ, Kazakhstan, Trung Quốc, Mông Cổ, Nga và Uzbekistan, và một trong số những nội dung đó - "Bếp dã chiến" - dự định được tổ chức tại Sri Lanka. Vì vậy, số lượng các cuộc thi diễn ra bên ngoài nước Nga lẽ ra phải vượt quá số lượng các cuộc thi diễn ra trong nước. Tuy nhiên, do đại dịch COVID-19, các cuộc thi chỉ được tổ chức tại 5 quốc gia: Nga, Armenia, Azerbaijan, Belarus và Uzbekistan, hầu hết các cuộc thi đều được tổ chức tại Nga.
156 đội tuyển khác nhau đến từ 32 quốc gia và vùng lãnh thổ đã tham gia 30 phân môn tại Hội thao. 3 đoàn có thành tích tốt nhất là đoàn Nga giành 25 HCV, đoàn Belarus giành được 4, trong khi đoàn Uzbekistan giành được 3. Ngoài ra, với việc vô địch bảng 2 nội dung xe tăng hành tiến, đoàn Việt Nam đã có được tấm HCV đầu tiên trong lịch sử tham dự các kỳ Army Games, qua đó giúp họ đứng thứ 4 toàn đoàn.

## Các nước tham dự

Các quốc gia tham dự hội thao năm 2020

## Các nước tham dự[4]
- Azerbaijan
- Algérie
- Armenia
- Belarus
- Việt Nam
- Hy Lạp
- Israel
- Iran
- Campuchia
- Kazakhstan
- Kyrgyzstan
- Trung Quốc
- Cộng hoà Congo
- Lào
- Mali
- Myanmar
- Pakistan
- Nga
- Serbia
- Sudan
- Tajikistan
- Uzbekistan
- Nam Phi

### Ra mắt
- Abkhazia
- Afghanistan
- Yemen
- Qatar
- Mozambique
- Namibia
- Palestine
- Guinea Xích Đạo
- Nam Ossetia

### Vắng mặt
- Angola
- Bangladesh
- Venezuela
- Ai Cập
- Zimbabwe
- Indonesia
- Jordan
- Cuba
- Kuwait
- Mông Cổ
- Syria
- Uganda
- Sri Lanka

Lưu ý: Các nước đăng cai các môn thi đấu được in đậm

## Các nội dung thi đấu
Số môn thi đấu của Hội thao năm 2020 là 30 môn, ít hơn 2 môn so với kỳ hội trước đó vào năm 2019.
| Môn thi                       | Mô tả                                                                                                  | Thời gian               | Địa điểm                         | Số đội tham dự | Danh sách các đội tham dự | Các đội giành huy chương                                                 |
| ----------------------------- | --- | ----------------------- | -------------------------------- | -------------- | --- | ------------------------------------------------------------------------ |
| Xe tăng hành tiến             | Cuộc thi giữa các kíp xe tăng                                                                          | 23 tháng 8 — 5 tháng 9  | Thao trường Alabino, Moskva, Nga | 16             | Abkhazia Azerbaijan · Belarus · Việt Nam · Kazakhstan · Qatar · Kyrgyzstan · Trung Quốc · Lào · Myanmar · Cộng hoà Congo · Nga · Serbia · Tajikistan · Uzbekistan · Nam Ossetia · | Bảng 1: Nga · Trung Quốc · Belarus · Bảng 2: Việt Nam · Lào · Tajikistan |
| Đột kích Suvorov              | Cuộc thi giữa các kíp xe chiến đấu bộ binh                                                             | 23 tháng 8 — 5 tháng 9  | Blagoveshchensk, Nga             | 8              | Afghanistan Belarus · Iran · Mali · Myanmar · Cộng hoà Congo · Nga · Guinea Xích Đạo ·                                                                                            | Nga · Belarus · Iran                                                     |
| Ranh giới xạ thủ              | Cuộc thi giữa các xạ thủ bắn tỉa                                                                       | 23 tháng 8 — 5 tháng 9  | Brest, Belarus                   | 8              | Armenia Belarus · Việt Nam · Qatar · Nga · Serbia · Tajikistan · Uzbekistan · | Belarus · Uzbekistan · Nga                                               |
| Mũi tên không quân            | Cuộc thi giữa các phi đội bay của lực lượng không quân                                                 | 23 tháng 8 — 5 tháng 9  | Ryazan, Nga                      | 2              | Belarus Nga · | Nga · Belarus                                                            |
| Trung đội đổ bộ đường không   | Cuộc thi giữa các các phân đội đổ bộ đường không                                                       | 23 tháng 8 — 5 tháng 9  | Pskov, Nga                       | 11             | Algérie Belarus · Campuchia · Trung Quốc · Mali · Namibia · Cộng hoà Congo · Nga · Sudan · Tajikistan · Guinea Xích Đạo ·                                                         | Nga · Belarus · Trung Quốc                                               |
| Đổ bộ đường biển              | Cuộc thi giữa các đơn vị hải quân đánh bộ                                                              | 23 tháng 8 — 5 tháng 9  | Kaliningrad, Nga                 | 2              | Nga Tajikistan · | Nga · Tajikistan                                                         |
| Cúp biển                      | Cuộc thi giữa các kíp tàu nổi ở Biển Đen và Biển Caspi                                                 | 23 tháng 8 — 5 tháng 9  | Baku, Azerbaijan                 | 2              | Azerbaijan Nga · | Nga · Azerbaijan                                                         |
| Tầng sâu                      | Cuộc thi giữa các đơn vị thợ lặn                                                                       | 23 tháng 8 — 5 tháng 9  | Sevastopol, Nga                  | 3              | Mozambique Nga · Guinea Xích Đạo · | Nga · Mozambique · Guinea Xích Đạo                                       |
| Pháo thủ giỏi                 | Cuộc thi giữa các khẩu đội pháo binh                                                                   | 23 tháng 8 — 5 tháng 9  | Saratov, Nga                     | 6              | Armenia Belarus · Việt Nam · Nga · Tajikistan · Uzbekistan · | Nga · Belarus · Uzbekistan · Tajikistan                                  |
| Thợ quân khí giỏi             | Cuộc thi giữa các chuyên gia sửa chữa vũ khí tên lửa và pháo                                           | 23 tháng 8 — 5 tháng 9  | Penza, Nga                       | 8              | Abkhazia Armenia · Iran · Campuchia · Lào · Cộng hoà Congo · Nga · Uzbekistan ·                                                                                                   | Nga · Uzbekistan · Armenia                                               |
| Bầu trời quang đãng           | Cuộc thi giữa các khẩu đội pháo phòng không và tên lửa phòng không của các phân đội                    | 23 tháng 8 — 5 tháng 9  | Yeysk, Krasnodar, Nga            | 7              | Belarus Việt Nam · Campuchia · Lào · Pakistan · Nga · Uzbekistan · | Nga · Lào · Belarus                                                      |
| Thông tin liên lạc giỏi       | Cuộc thi giữa các chiến sỹ thông tin liên lạc                                                          | 23 tháng 8 — 5 tháng 9  | Minsk, Belarus                   | 4              | Belarus Việt Nam · Nga · Tajikistan · | Belarus · Nga · Việt Nam                                                 |
| Trinh sát quân sự xuất sắc    | Cuộc thi của các phân đội trinh sát                                                                    | 23 tháng 8 — 5 tháng 9  | Novosibirsk, Nga                 | 10             | Afghanistan Belarus · Trung Quốc · Lào · Cộng hoà Congo · Nga · Tajikistan · Uzbekistan · Nam Phi · Nam Ossetia ·                                                                 | Nga · Uzbekistan · Belarus                                               |
| Vùng nước mở                  | Cuộc thi giữa các phân đội cầu phao                                                                    | 23 tháng 8 — 5 tháng 9  | Murom, Vladimir, Nga             | 2              | Trung Quốc Nga · | Nga · Trung Quốc                                                         |
| Lộ trình an toàn              | Cuộc thi giữa các phân đội công binh                                                                   | 25 tháng 8 — 30 tháng 8 | Kstovo, Nizhny Novgorod, Nga     | 4              | Belarus Việt Nam · Nga · Uzbekistan · | Nga · Uzbekistan · Việt Nam                                              |
| Môi trường an toàn            | Cuộc thi giữa các đội trinh sát bức xạ, hóa học, sinh học thuộc Binh chủng bức xạ, hóa học và sinh học | 26 tháng 8 — 29 tháng 8 | Kostroma, Nga                    | 9              | Armenia Belarus · Việt Nam · Yemen · Campuchia · Trung Quốc · Mozambique · Nga · Uzbekistan ·                                                                                     | Nga · Belarus · Trung Quốc · Armenia · Uzbekistan ·                      |
| Công thức công binh           | Cuộc thi giữa các đội xe máy công binh                                                                 | 23 tháng 8 — 5 tháng 9  | Volzhsky, Volgograd, Nga         | 3              | Belarus Lào · Nga · | Nga · Belarus · Lào                                                      |
| Thợ kỹ thuật xe bọc thép giỏi | Cuộc thi giữa các kíp bảo đảm kỹ thuật xe máy                                                          | 24 tháng 8 — 26 tháng 8 | Ostrogozhsk, Voronezh, Nga       | 4              | Belarus Trung Quốc · Nga · Uzbekistan · | Nga · Uzbekistan · Belarus                                               |
| Vành đai Elbrus               | Cuộc thi giữa các phân đội leo núi                                                                     | 23 tháng 8 — 5 tháng 9  | Terskol, Kabardino-Balkaria, Nga | 2              | Nga Uzbekistan · | Nga · Uzbekistan                                                         |
| Người bạn trung thành         | Cuộc thi giữa các chuyên gia huấn luyện chó nghiệp vụ                                                  | 24 tháng 8 — 30 tháng 8 | Dmitrov, Moskva, Nga             | 6              | Algérie Belarus · Việt Nam · Israel · Nga · Uzbekistan · | Nga · Uzbekistan · Belarus · Algérie ·                                   |
| Tiếp sức quân y               | Cuộc thi giữa các y tá trung cấp và sơ cấp thuộc ngành quân y                                          | 23 tháng 8 — 5 tháng 9  | Farish, Jizzakh, Uzbekistan      | 6              | Belarus Việt Nam · Palestine · Nga · Tajikistan · Uzbekistan · | Uzbekistan · Nga · Belarus                                               |
| Bếp dã chiến                  | Cuộc thi giữa các chiến sĩ nuôi quân của ngành quân lương                                              | 23 tháng 8 — 5 tháng 9  | Thao trường Alabino, Moskva, Nga | 6              | Abkhazia Armenia · Belarus · Việt Nam · Nga · Uzbekistan · | Nga · Belarus · Uzbekistan                                               |
| Bảo vệ trật tự                | Cuộc thi của các chiến sĩ quân cảnh có sử dụng các dải chướng ngại vật                                 | 25 tháng 8 — 29 tháng 8 | Thao trường Alabino, Moskva, Nga | 3              | Armenia Iran · Nga · | Nga · Iran · Armenia ·                                                   |
| Đua xe quân sự                | Hành quân dã ngoại đường trường dài hơn 1000 km                                                        | 23 tháng 8 — 5 tháng 9  | Kyzyl, Nga                       | 4              | Belarus Nga · Serbia · Uzbekistan · | Nga · Belarus · Uzbekistan · Serbia                                      |
| Chiến binh hòa bình           | Hội thi kỹ năng chuyên môn nghiệp vụ của các quân nhân                                                 | 23 tháng 8 — 5 tháng 9  | Dilijan, Tavush, Armenia         | 4              | Armenia Belarus · Hy Lạp · Nga · | Nga · Armenia · Belarus                                                  |
| Chim ưng săn mồi              | Cuộc thi về điều khiển phương tiện bay không người lái                                                 | 23 tháng 8 — 5 tháng 9  | Voronezh, Nga                    | 2              | Belarus Nga · | Nga · Belarus                                                            |
| Tuần tra                      | Cuộc thi của lực lượng kiểm soát quân sự                                                               | 23 tháng 8 — 5 tháng 9  | Kokand, Fergana, Uzbekistan      | 3              | Belarus Nga · Uzbekistan · | Uzbekistan · Nga · Belarus                                               |
| Marathon kỵ binh              | Cuộc thi của các đơn vị kỵ binh                                                                        | 25 tháng 8 — 28 tháng 8 | Kyzyl, Nga                       | 2              | Nga Uzbekistan · | Nga · Uzbekistan ·                                                       |
| Vùng tai nạn                  | Cuộc thi của các đơn vị cứu hộ - cứu nạn                                                               | 23 tháng 8 — 5 tháng 9  | Sergiev Posad, Moskva, Nga       | 8              | Abkhazia Belarus · Việt Nam · Campuchia · Lào · Mali · Cộng hoà Congo · Nga · | Nga · Belarus · Việt Nam                                                 |
| Ngôi sao vùng cực             | Cuộc thi Lực lượng đặc biệt                                                                            | 23 tháng 8 — 5 tháng 9  | Brest, Belarus                   | 2              | Belarus Nga · | Belarus · Nga                                                            |

## Bảng tổng sắp huy chương
| Hạng                | Quốc gia            | Vàng | Bạc | Đồng | Tổng số |
| ------------------- | ------------------- | ---- | --- | ---- | ------- |
| 1                   | Nga                 | 25   | 4   | 1    | 30      |
| 2                   | Belarus             | 4    | 10  | 6    | 20      |
| 3                   | Uzbekistan          | 3    | 9   | 2    | 14      |
| 4                   | Việt Nam            | 1    | 0   | 4    | 5       |
| 5                   | Trung Quốc          | 0    | 3   | 1    | 4       |
| 6                   | Lào                 | 0    | 3   | 0    | 3       |
| 7                   | Armenia             | 0    | 1   | 3    | 4       |
| 8                   | Tajikistan          | 0    | 1   | 2    | 3       |
| 9                   | Azerbaijan          | 0    | 1   | 0    | 1       |
| 9                   | Mozambique          | 0    | 1   | 0    | 1       |
| 9                   | Iran                | 0    | 1   | 0    | 1       |
| 9                   | Guinea Xích Đạo     | 0    | 1   | 0    | 1       |
| 13                  | Serbia              | 0    | 0   | 1    | 1       |
| 13                  | Algérie             | 0    | 0   | 1    | 1       |
| Tổng số (14 đơn vị) | Tổng số (14 đơn vị) | 33   | 35  | 21   | 89      |

### Các đoàn không có huy chương
- Cộng hoà Congo
- Campuchia
- Abkhazia
- Mali
- Myanmar
- Afghanistan
- Nam Ossetia
- Hy Lạp
- Israel
- Yemen
- Kazakhstan
- Qatar
- Kyrgyzstan
- Namibia
- Pakistan
- Palestine
- Sudan
- Nam Phi